# August Viktor Wilhelm Rose
August Viktor Wilhelm Rose (* 3. Dezember 1788 in Benkhausen bei Minden; † 31. Mai 1856 in Herford) war von 1827 bis 1855 Bürgermeister der ostwestfälischen Stadt Herford in Nordrhein-Westfalen.

Portraitzeichnung August Viktor Wilhelm Roses um 1840

## Leben
Geboren wurde Rose am 3. Dezember 1788 im ostwestfälischen Benkhausen, nahe der Stadt Minden. Mit 18 Jahren absolvierte er 1806 im niedersächsischen Osnabrück sein Abitur. Direkt im Anschluss zog es ihn nach Göttingen, wo er ein Studium der Rechtswissenschaft begann. Im Zuge der Befreiungskriege, die in den Jahren 1813 bis 1815 in Europa tobten, wurde Rose in den Kriegsdienst eingezogen. Eine noch erhaltene und sich im Besitz seiner Nachfahren befindliche Verleihungsurkunde gibt Auskunft über seine militärische Funktion eines „Sec. Lieut. der 1ten Compagnie des 11ten Westphälischen Landwehr-Infanterie-Regiments“.
Nach dem Militärdienst und dem erfolgreichen Abschluss seines Studiums erfolgte eine Anstellung als Amtmann in Vlotho. Wenig später führte ihn sein Weg nach Herford, wo Rose zum 1. Januar 1818 zum Kriminalrichter ernannt wurde. Am 15. März 1921 wurde er provisorisch zur Regulierung des Hypothekenwesens des Land- und Stadtgerichts Herfords angestellt. Sein Amt als Kriminalrichter der Stadt behielt er währenddessen inne. Rose war verheiratet mit Johanne Rose geb. Nolte und hatte mehrere Kinder mit ihr, von denen zwei bereits im Kindesalter starben. Mit seiner Familie lebte er von 1818 bis zu seinem Tod 1856 in der Bergertormauerstraße 1 (Hausnummer 238) in Herford. Das Wohnhaus wurde im Jahr 1962 abgerissen.

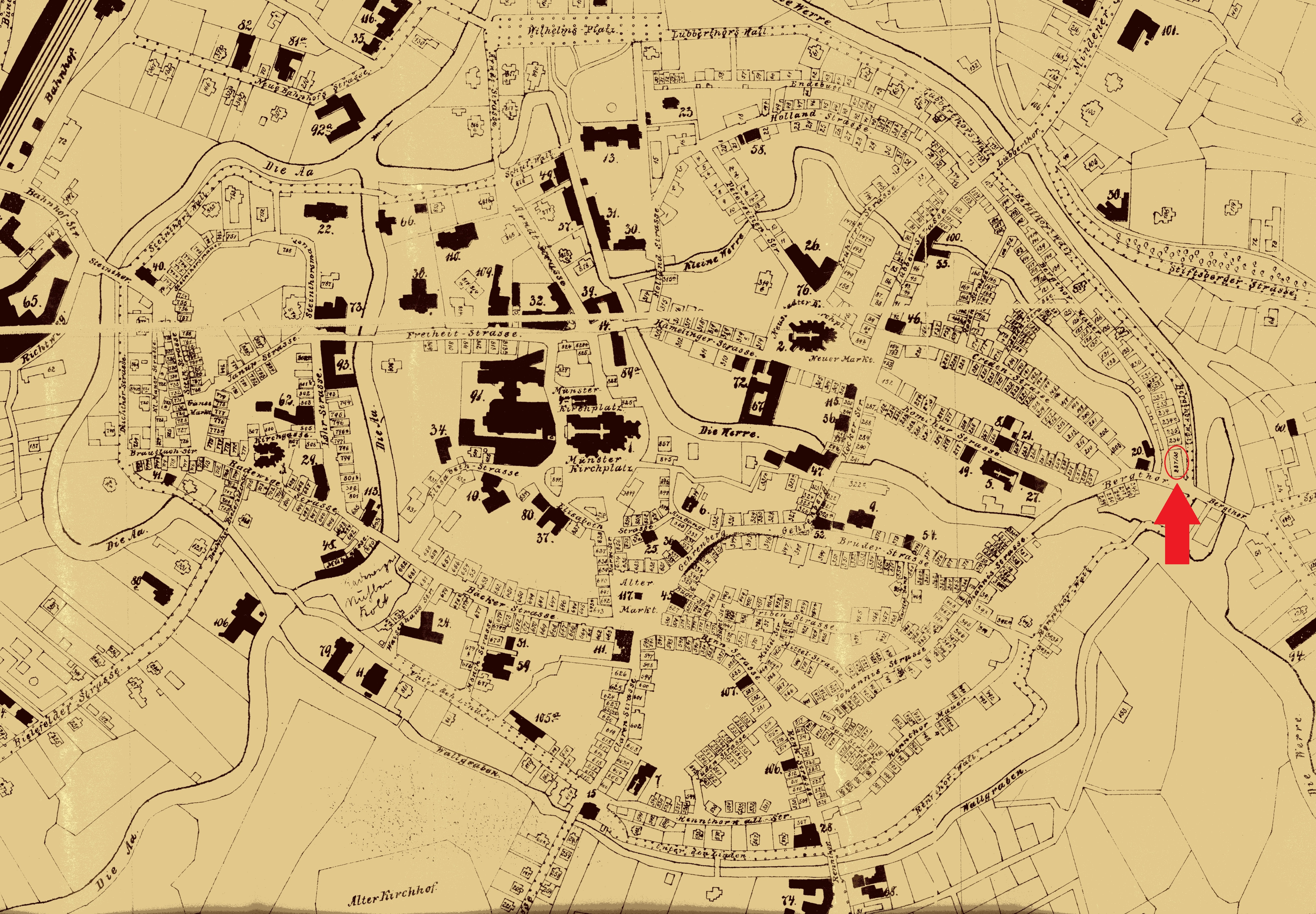
Ehemaliger Standort des Wohnhauses von Rose und seiner Familie

## Bürgermeisteramt
Am 8. August 1827 übernahm Rose auf Antrag des Stadtrates und auf Wunsch der Regierung in Minden das Amt des schwerkranken damaligen Herforder Bürgermeisters Carl Anton von Diederichs, zunächst als Stellvertreter, dann durch Ernennung am 4. Oktober 1828 endgültig. Vor der offiziellen Ernennung erhielt Rose keine Vergütung für die Ausübung seiner Tätigkeit. Bis Ende des Jahres 1828 blieb er weiterhin als Kriminalrichter eingesetzt. Die offizielle Ernennung zum Bürgermeister erfolgte am 3. Januar 1829 durch eine „feierliche Introduction und Vereidigung (…) auf dem Sessionszimmer des Rathhauses (…)“. Aufgrund der Einführung einer revidierten Städteordnung vom 17. März 1831 waren im dritten Jahr seiner Amtszeit Neuwahlen erforderlich. Er blieb im Amt, allerdings mit der Auflage durch die Regierung, seine Amtszeit auf 12 Jahre zu begrenzen. Er genoss ein hohes Ansehen in der Politik und Gesellschaft, was dazu führte, dass er am 20. August 1845 bei Neuwahlen einstimmig wiedergewählt wurde. Zu Beginn seiner Amtszeit sah Rose sich mit einer desolaten Finanzlage Herfords konfrontiert, welche in der realen Gefahr einer Zwangsvollstreckung städtischen Vermögens, städtischer Ländereien und Gebäuden gipfelte. Rose berief zur Rettung der Finanzen eine Schulden-Tilgungs-Kommission ein, deren Vorsitzender er war. Er begann damit die Einkünfte und Ausgaben sowie die noch bestehenden Schulden der Stadt genau zu dokumentieren. Dieser Schulden-Tilgungsplan erhielt die Sanktion des Preußischen Königs Friedrich Wilhelm III. und so wurde der Stadt eine 75-jährige Frist zur Tilgung der Schulden bis zum Jahr 1898 gewährt. Während seiner Amtszeit nahm er für die Städte Herford und Vlotho an den Landtagen des Wahlbezirks Minden-Ravensberg in den Jahren 1837, 1843, 1845, 1851 und 1852 teil. In die Zeit seiner politischen Tätigkeit fiel auch die Industrialisierung, welche immer größere Ausmaße annahm, was besonders anhand eines raschen Bevölkerungswachstums innerhalb der Städte beobachtbar war – so auch in Herford. Aus gesundheitlichen Gründen stellte Rose bereits am 30. Juli 1852 einen ersten Antrag auf Pensionierung. Drei Jahre später ereilte ihn ein Schlaganfall und setzte ihn für einige Wochen außer Gefecht, sodass die königliche Regierung in Minden ihm in einem Schreiben dazu aufforderte, sein Amt als Bürgermeister niederzulegen. Wenige Wochen später, am 28. Februar 1855, trat er offiziell vom Bürgermeisteramt zurück. Als Nachfolger wurde durch den Gemeinderat und mit Bestätigung der königlichen Regierung der damalige Amtmann Vlothos, Karl Albert Strosser, zunächst kommissarisch befristet auf ein halbes Jahr, ins Amt gewählt. Auch im Ruhestand setzte sich Rose weiterhin für die Belange Herfords ein. Beispielsweise erfolgte auf Vermittlung Roses eine großzügige Spende an das Armenhospital Herfords. Am 31. Mai 1856 starb er an den Folgen eines erneuten Schlaganfalles. Beigesetzt wurde er auf dem Alten Friedhof an der Eisgrabenstraße in Herford. Heute erinnert noch das umzäunte Grabmal, welches mit einem Rosenzweig geschmückt ist, an den ehemaligen Bürgermeister der Stadt.

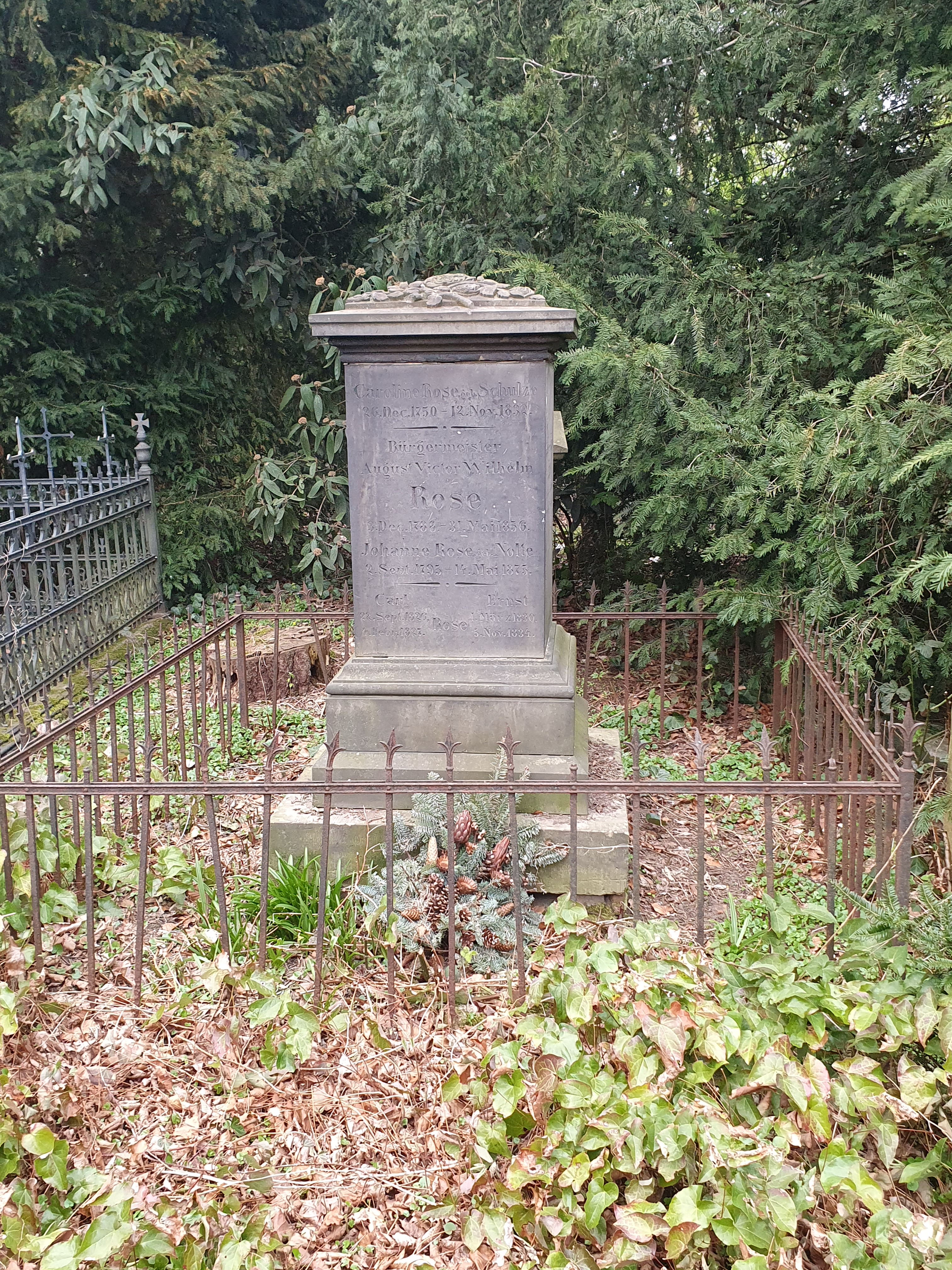
Grabmal von August Viktor Wilhelm Rose auf dem Alten Friedhof in Herford

| Jahr | 0–13 Jahre | 14–59 Jahre | Ab 60 Jahren |
| ---- | ---------- | ----------- | ------------ |
| 1828 | 2444       | 3877        | 177          |
| 1846 | 3263       | 5332        | 487          |
| 1853 | 3274       | 5921        | 426          |

## Archivarische Tätigkeit
Roses großes Interesse galt der Geschichte und der Erforschung dieser. Neben seiner Tätigkeit als Bürgermeister begann er die Stadtgeschichte Herfords von ihren Anfängen bis zur damaligen Gegenwart zu erforschen und auch niederzuschreiben. Etliche Veröffentlichungen zeugen von seiner Arbeit. Er gilt als Pionier der Herforder Stadtgeschichtsforschung. Daneben beschäftigte er sich im Rahmen der Neustrukturierung des Archivwesens im Regierungsbezirk Minden-Ravensberg auch mit den Beständen des Stadtarchivs Herford. Rose sichtete und verzeichnete die zahlreichen Urkunden der Stadt und vervollständigte die Bestände, indem er gezielt nach weiteren Unterlagen Ausschau hielt, die Herford betrafen. Zudem war er maßgeblich dafür verantwortlich, dass ein Großteil der historischen Überlieferungen des Herforder Fraterhauses im Zuge der Säkularisierung dem Stadtarchiv zukam. Während seiner Amtszeit setzte er sich außerdem stark für die Erhaltung des Alten Rathauses in Herford
ein, das im Renaissancestil erbaut wurde. Neben des großen Interesses für Geschichte, nahm auch die Kunst einen wesentlichen Platz in Roses Leben ein.
Der Nachlass Roses befindet sich heute zu Teilen im Landesarchiv Nordrhein-Westfalen, Abteilung Westfalen, im Kommunalarchiv Herford und im Privatbesitz der Nachfahren.

## Werke (in Auswahl)
In einer regelmäßig in den Westphälischen Provinzblättern erschienenen Reihe, befasste Rose sich chronologisch mit der Herforder Stadtgeschichte.
- A.V.W. Rose: Wittekinds Grabmal zu Enger. In: Westfälische Zeitschrift. Zeitschrift für vaterländische Geschichte und Altertumskunde Westfalens 10 (1847), S. 190–206.
- Vaterländisches (B. Fürstenau). In: Westfalen und Rheinland 4 (1836), S. 30f.
- Zur älteren Geschichte Herfords bis zur Gründung der Abtei. In: Westphälische Provinzblätter I/4 (1830), S. 27–34.
- Zur älteren Geschichte Herfords bis zur Gründung der Abtei. In: Westphälische Provinzblätter 3/I (1843), S. 113–156.
- Zur älteren Geschichte Herfords bis zur Gründung der Abtei. In: Westphälische Provinzblätter 3/4 (1846), S. 3–45.
- Zur älteren Geschichte Herfords bis zur Gründung der Abtei. In: Westphälische Provinzblätter 4/I (1847), S. 97–114.